# Jeny de los Reyes Aguilar
Jeny de los Reyes Aguilar (Morelia, Michoacán, 16 de diciembre de 1977 - Feliciano, Guerrero, 14 de agosto de 2010). Fue una política mexicana, miembro del Partido Revolucionario Institucional, que fue diputada federal.
Jeny de los Reyes Aguilar tenía estudios técnicos de Contador Privado, su carrera política en el PRI de Michoacán como secretaria general del comité municipal en Morelia y luego como secretaria general del comité ejecutivo estatal, fue además auxilitar en la Secretaría de Educación del estado y luego secretaria técnica del cabildo del ayuntamiento de Morelia así como asesora de la fracción del PRI en el Congreso de Michoacán.
Fue elegida diputada federal de representación proporcional a la LXI Legislatura para el periodo de 2009 a 2012. En la Cámara de Diputados, fue secretaria de la comisión de Medio Ambiente y Recursos Naturales e integrante de la comisión de Cultura.
Perdió la vida en un accidente automovilístico en la carretera Zihuatanejo - Ciudad Lázaro Cárdenas el 14 de agosto de 2010.